# Апелляционный суд первого округа США
Апелляцио́нный суд пе́рвого о́круга США (дословно Апелляционный суд США по первому федеральному апелляционному округу; англ. United States Court of Appeals for the First Circuit, сокращённо 1st Cir.) — федеральный суд апелляционной инстанции США, рассматривающий дела в штатах Мэн, Массачусетс, Нью-Гэмпшир, Род-Айленд и на территории Содружества Пуэрто-Рико.
Суд расположен в Федеральном здании суда имени Джона Дж. Моукли в Бостоне, штат Массачусетс. Большинство слушаний по апелляциям проходят в Бостоне, где постоянно заседает суд. Также судебные заседания по рассмотрению апелляционных жалоб в течение одной недели в марте и ноябре каждого года проходят в Сан Хуане, Пуэрто-Рико в Федеральном здании суда США имени Жозе В. Толедо, иногда заседания суда могут проходить в других местах в пределах первого федерального апелляционного округа.

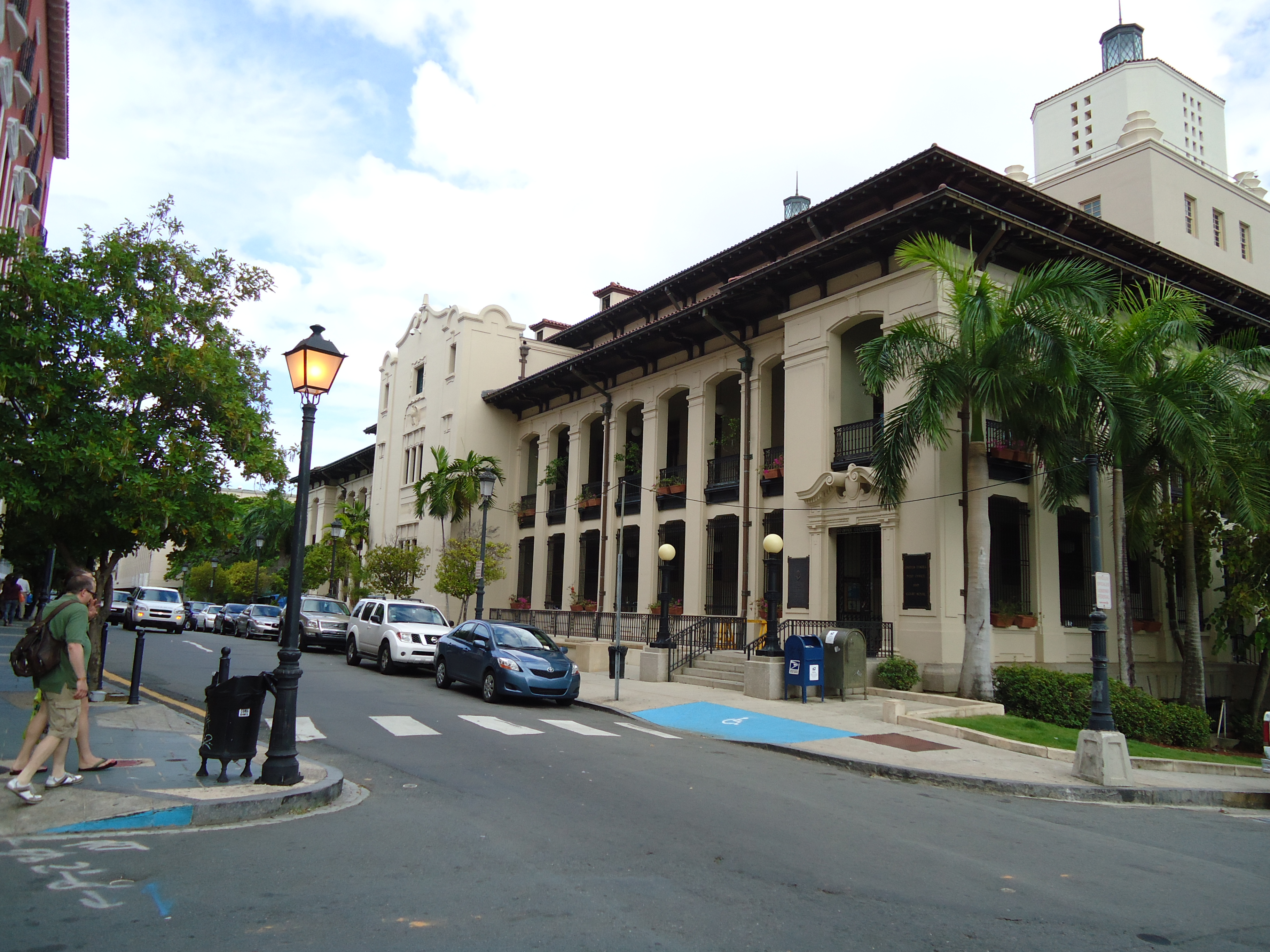
Место заседания Апелляционного суда в Сан-Хуане, Пуэрто-Рико

Апелляционный суд первого округа является самым малочисленным из всех тринадцати апелляционных судов США.
Верховный суд США может проверить и пересмотреть решение Апелляционного суда только в том случае, если оно существенно нарушает сложившуюся судебную практику либо имеется неразрешённая коллизия в вопросе федерального права.

## Территориальная юрисдикция
В Апелляционном суде по первому федеральному апелляционному округу обжалуются окончательные решения, принятые по вопросам, относящимся к федеральной юрисдикции, следующих нижестоящих судов федерального уровня:
- Федеральный окружной суд штата Мэн
- Федеральный окружной суд Массачусетса
- Федеральный окружной суд Нью-Гэмпшира
- Федеральный окружной суд Род-Айленда
- Окружной суд Пуэрто-Рико

## Известные решения
- Дело «Вэст против Рандэлла» (1820) — одно из первых решений, установившее прецедент, в соответствии с которым в случае отсутствия надлежащего ответчика, гражданский иск предъявляется лицу, имеющему существенный материальный интерес в исходе дела[1].